# ديكسون (موسيقي)
ديكسون (بالألمانية: Dixon)‏ هو موسيقي ودي جيه ألماني، ولد في 21 ديسمبر 1975 في آنكلام في ألمانيا.

## وصلات خارجية
- ديكسون على موقع ميوزك برينز (الإنجليزية)
- ديكسون على موقع أول ميوزيك (الإنجليزية)
- ديكسون على موقع ديسكوغز (الإنجليزية)